# Drew Doughty
Drew Doughty (London, 8 de dezembro de 1989) é um jogador canadiano de hóquei no gelo. Ele joga nos Los Angeles Kings da National Hockey League na posição de defesa. Doughty também já jogou pela equipa canadiana várias vezes, como jogador sub-20 e já como sénior nos Campeonatos do Mundo. Ele ganhou a medalha de ouro pelo Canadá nos Jogos Olímpicos de 2010 em Vancouver.
Os seus avós nasceram em Portugal, sendo Doughty luso-canadiano.